# 黄皓 (数学家)
黄皓，男，广东汕头人，数学家，因解决敏感度猜想而闻名。 黄皓现为新加坡国立大学数学系副教授。 

## 生平
黄皓出生于广东汕头，高中就读于华南师范大学附属中学。
黄皓于2007年获得北京大学数学学士学位。  2012年，他在加州大学洛杉矶分校(UCLA) 获得数学博士学位，导师是本尼·苏达科夫 (Benny Sudakov )。  2012年至2015年，他先后在普林斯顿高等研究院，罗格斯大学DIMACS，以及明尼苏达大学数学及其应用研究所进行博士后研究。黄皓随后于2015年至2021年担任埃默里大学数学系助理教授。
2019年7月，黄皓宣布取得突破，证明了敏感度猜想。 这个猜想由诺姆·尼桑和马里奥·塞格迪于 1992年提出，此时已经悬而未决近 30 年。 黄皓的发现受到了积极关注；理论计算机科学家斯科特·阿伦森形容道：“我觉得连上帝都很难以比这更简单的方式证明敏感度猜想。” 
黄皓于 2019 年获得美国国家科学基金会Career奖 ，并于 2020 年获得斯隆奖。